# Edvard Møller
Edvard Møller (7. juli 1841 i Randers – 18. april 1911 i København) var en dansk dyrlæge og fotograf.
Hans forældre var smedemester Thomas Møller (født cirka 1807 i Randers) og hans kone Ane Margrethe født Nielsen cirka 1811 i Randers).
Samtidig med arbejdet som fotograf drev Møller en omfattende dyrlægevirksomhed. Efter at have taget veterinær-eksamen deltog han kort tid efter i felttoget 1864, hvor han fik rig lejlighed til behandling af heste, hvad der da også blev hans specialitet siden. Møller var en velset gæst på Veterinærskolen, og han var censor ved eksaminerne der.
Edvard Møller begyndte sin fotografiske virksomhed i Ørsted ved Randers og boede der fra 1864 indtil 1871, hvorpå han flyttede til Randers. Da han havde virket her i en halv snes år, flyttede han i 1880 til København, hvor han nedsatte sig i Frederiksborggade 37. Han vides at have været medlem af Dansk Photographisk Forening fra i hvert fald år 1883 og var i årene 1892-96 bestyrelsesmedlem i foreningen.
I 1880 blev han gift med Laura Augusta Bolette Marie Møller, (født Kornerup den 11. august 1856 i Randers, død 3. februar 1933 i København.
I 1904 blev han Ridder af Dannebrog.